# Headingley Stadium
Das Headingley Stadium ist eine Sportanlage in der englischen Stadt Leeds. Sie befindet sich im Vorort Headingley und besteht aus zwei unmittelbar nebeneinander liegenden Stadien für Rugby und Cricket mit einem gemeinsamen Haupttribünengebäude. Hauptnutzer sind die Rugby-Union-Mannschaft Yorkshire Carnegie, die Rugby-League-Mannschaft Leeds Rhinos und der Yorkshire County Cricket Club (YCCC).

## Rugbystadion

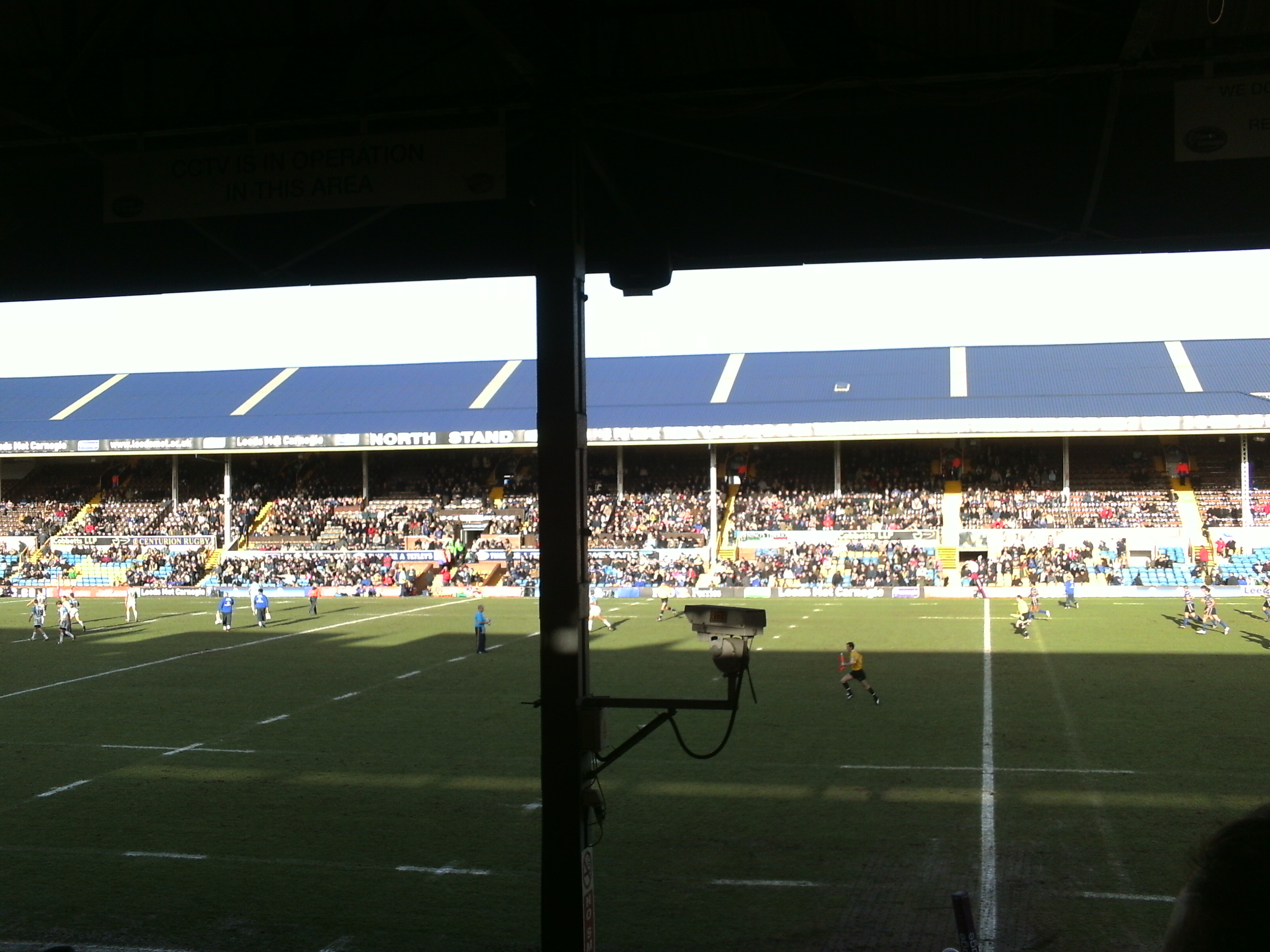
North Stand

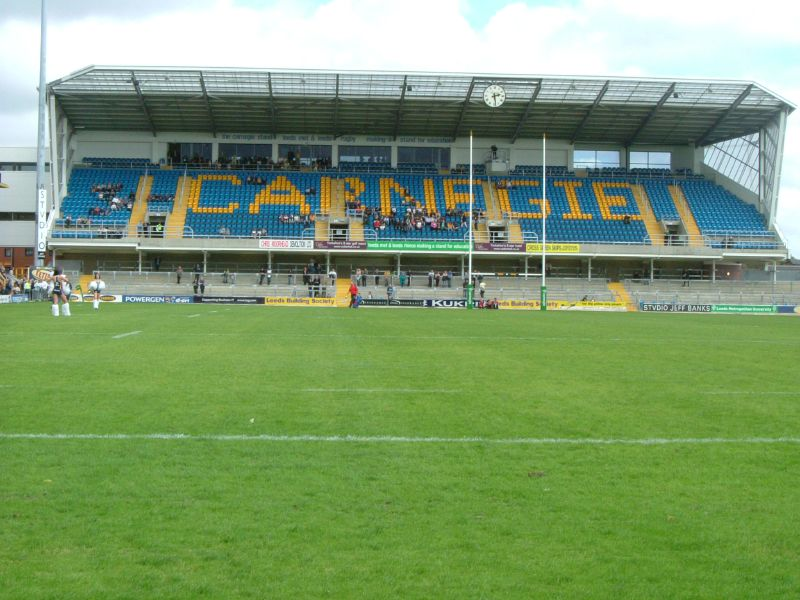
Rugbystadion

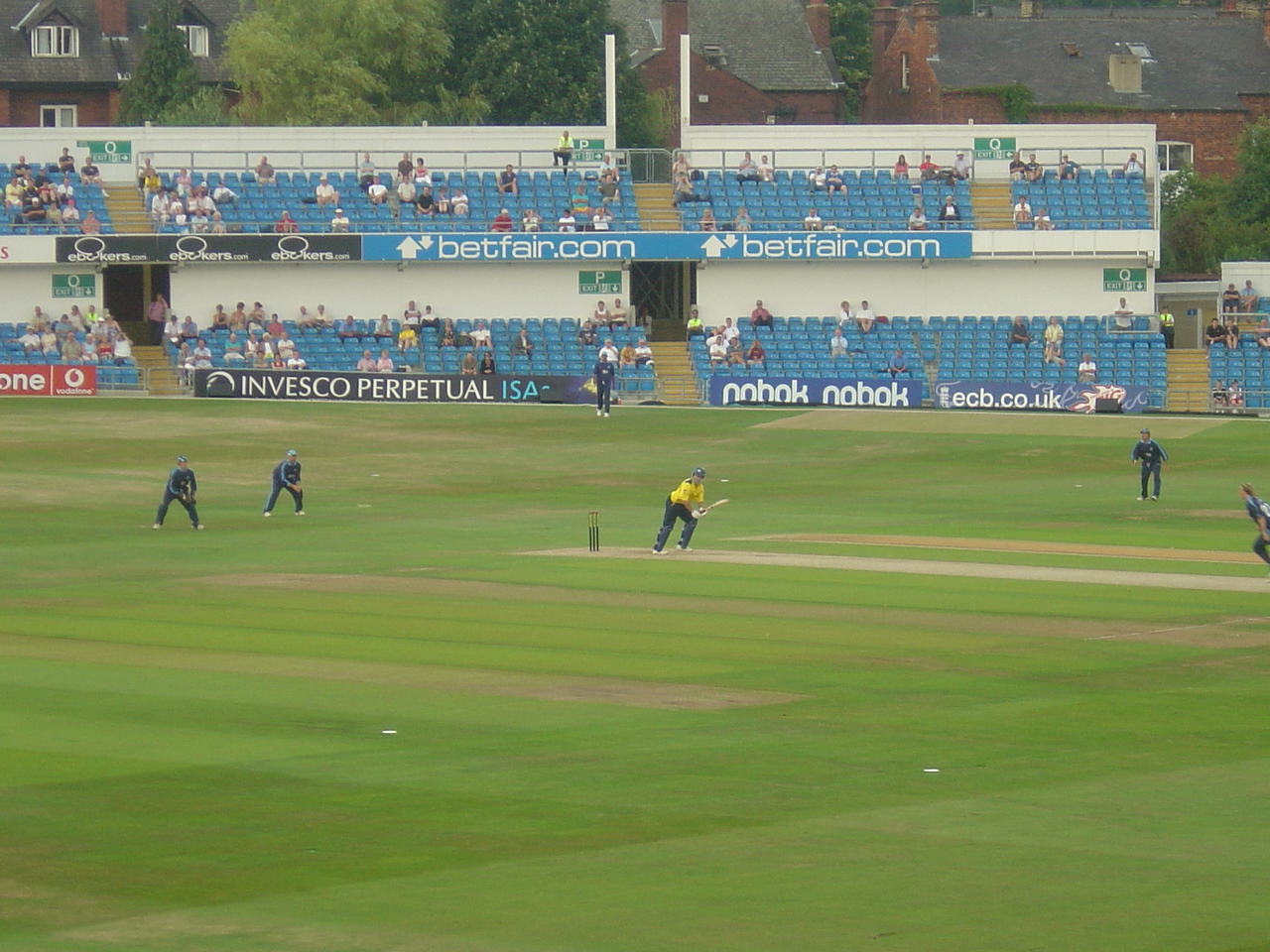
Cricketstadion

Der Rugby-League-Verein Leeds St. Johns (später Leeds Rhinos) zog 1889 nach Headingley und errichtete dort das Headingley-Stadion, das seither schrittweise erweitert wurde. 1966 installierte man eine Rasenheizung und eine Flutlichtanlage. 1970 und 1975 war das Headingley Stadium Austragungsort des Finalspiels der Rugby-League-Weltmeisterschaft. 2006 wurde die östliche Terrasse durch die neue Carnegie-Tribüne ersetzt. 2021 sollen wieder Partien der Rugby-League-Weltmeisterschaft im Stadion stattfinden.
Die Rekordzuschauerzahl war 40.175, erzielt bei einem Rugby-League-Spiel zwischen Leeds und Bradford Northern am 21. Mai 1947. Heute finden im Stadion 22.250 Zuschauer Platz. Die höchste Zuschauerzahl bei einem Spiel von Leeds Tykes (heute Yorkshire Carnegie) war 14.293 am 27. Dezember 2004 gegen die Newcastle Falcons.
Seit dem 11. Januar 2006 heißt das Rugbystadion offiziell Headingley Carnegie Stadium, benannt nach dem Carnegie College der Leeds Metropolitan University, welche die Aktienmehrheit an Leeds Rugby Limited hält.
Im Jahr 2017 wurde Emerald zum Titelsponsor des Stadions, das entsprechend in Emerald Headingley Stadium umbenannt wurde. Als Teil der Vereinbarung wurde auch die neue Haupttribüne in The Emerald Stand umbenannt. Emerald zog sein Sponsoring im November 2021 zurück, nachdem der Yorkshire County Cricket Club in Rassismus-Vorwürfe verwickelt war.

## Cricketstadion
Das Cricketstadion grenzt unmittelbar an das Rugbystadion und bietet 17.000 Zuschauern Platz. Seit 1889 werden hier Test-Cricket-Spiele ausgetragen. Bei allen Cricket World Cups, die in England ausgetragen wurden, fanden hier Vorrunden- (1975, 1979, 1983, 1999, 2019) bzw. Halbfinalspiele (1975) statt.
Ursprünglich war die gesamte Anlage im Besitz von Leeds Rugby Limited, der Dachgesellschaft beider Rugby-Mannschaften. Am 31. Dezember 2005 erwarb der Yorkshire Cricket County Club (YCCC) das Cricketstadion und seit dem 11. Oktober 2006 wird die Anlage vom YCCC und von Leeds Rugby Limited gemeinsam verwaltet.